# Jacques-Louis Lions
Jacques-Louis Lions (Grasse, Provenza-Alpes-Costa Azul; 3 de mayo de 1928-París, 17 de mayo de 2001) fue un matemático francés. Sus trabajos contribuyeron a la teoría de las ecuaciones en derivadas parciales y en procesos estocásticos entre otras. Obtuvo el premio SIAM John von Neumann en 1986. Es considerado investigador altamente citado por el listado del Instituto para la Información Científica (ISI, por sus siglas en inglés)

## Biografía
Durante parte de la Segunda Guerra Mundial, entre 1943 y 1944, formó parte de la resistencia francesa. En 1947 se vinculó a la École Normale Supérieure. Fue profesor de la Université of Nancy, en la facultad de ciencias de París y en la École polytechnique. En 1979 fue designado como director del Institut National de la Recherche en Informatique et Automatique donde promovió el uso de los elementos finitos. A lo largo de su carrera profesional promovió el uso de las matemáticas en la industria participando en el programa espacial francés. Esto ayudó a que fuera nombrado director del Centre National d'Etudes Spatiales de 1984 a 1992.
Jacques-Louis Lions fue nombrado presidente de la Unión Matemática Internacional en 1991. El mismo año fue el ganador del Premio Japón, compartido con John Julian Wild. Jaques-Louis Lions fue nombrado como doctor honoris causa por la Universidad de Málaga en enero de 1994. En 1996 fue elegido presidente de la Academia Francesa de Ciencias. 
Su trabajo consiste en 400 artículos científicos, 20 tomos de matemáticas. Su trabajo más notable fue Mathematical analysis and numerical methods for science and technology realizado en colaboración de Robert Dautray y consta de 4000 páginas. Otro trabajo bastante notable fue elaborado con Philippe G. Ciarlet y se intitula Handbook of numerical analysis.
Su hijo es Pierre-Louis Lions es otro matemático destacado y ocupa algunas de las cátedras de su padre, en 1994 recibió la Medalla Fields otorgada por la Unión Matemática Internacional.